# Cité musée Tony-Garnier
La Cité musée Tony-Garnier est un musée « en plein-air » qui permet de découvrir l'apport architectural de Tony Garnier dans le 8e arrondissement de Lyon au sein même du quartier des États-Unis dont il est le concepteur. Ce musée est constitué d'un parcours extérieur ponctué de murs peints, ainsi que d'un appartement témoin aménagé avec des équipements des années 1930.
Créé en 1992, le « Musée urbain Tony-Garnier » change de nom et d'identité en 2024, pour devenir la « Cité musée Tony-Garnier ».

## Histoire

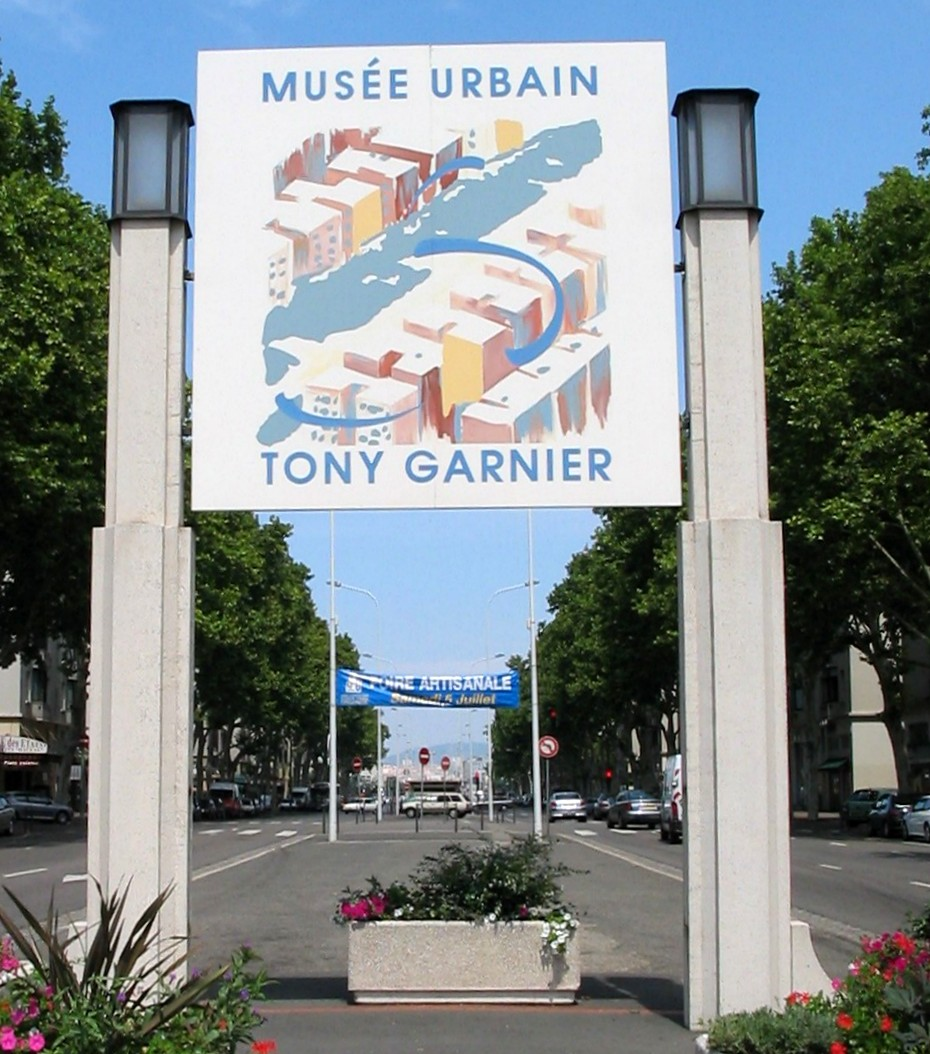
Ancien panneau d'annonce du musée avant la construction de la ligne tramway T4 en 2007.

Le musée urbain Tony-Garnier est créé en 1992 sous une forme associative avec le soutien de mécénat. Il obtient le label « Patrimoine du XXe siècle » en 2003. Le site affiche une fréquentation de 45 000 visiteurs en 2019.
En février 2021 l'une des fresques, Les abattoirs de la mouche, est singulièrement vandalisée : les visages de tous les personnages du premier plan étant noircis.
En mai 2022, la presse se fait l'écho d'une non reconduction de subvention de la région Auvergne-Rhône-Alpes pour l'exercice en cours, et des difficultés que cela engendre pour la Direction de l'établissement.
En juillet 2022, le musée annonce sa fermeture à la fin du mois pour une durée indéterminée, à la suite du départ de l'ensemble de son personnel,. Une nouvelle équipe reprend la gérance en octobre 2022.
En 2024, le « Musée urbain Tony-Garnier » change de nom et d'identité, pour devenir la « Cité musée Tony-Garnier ».

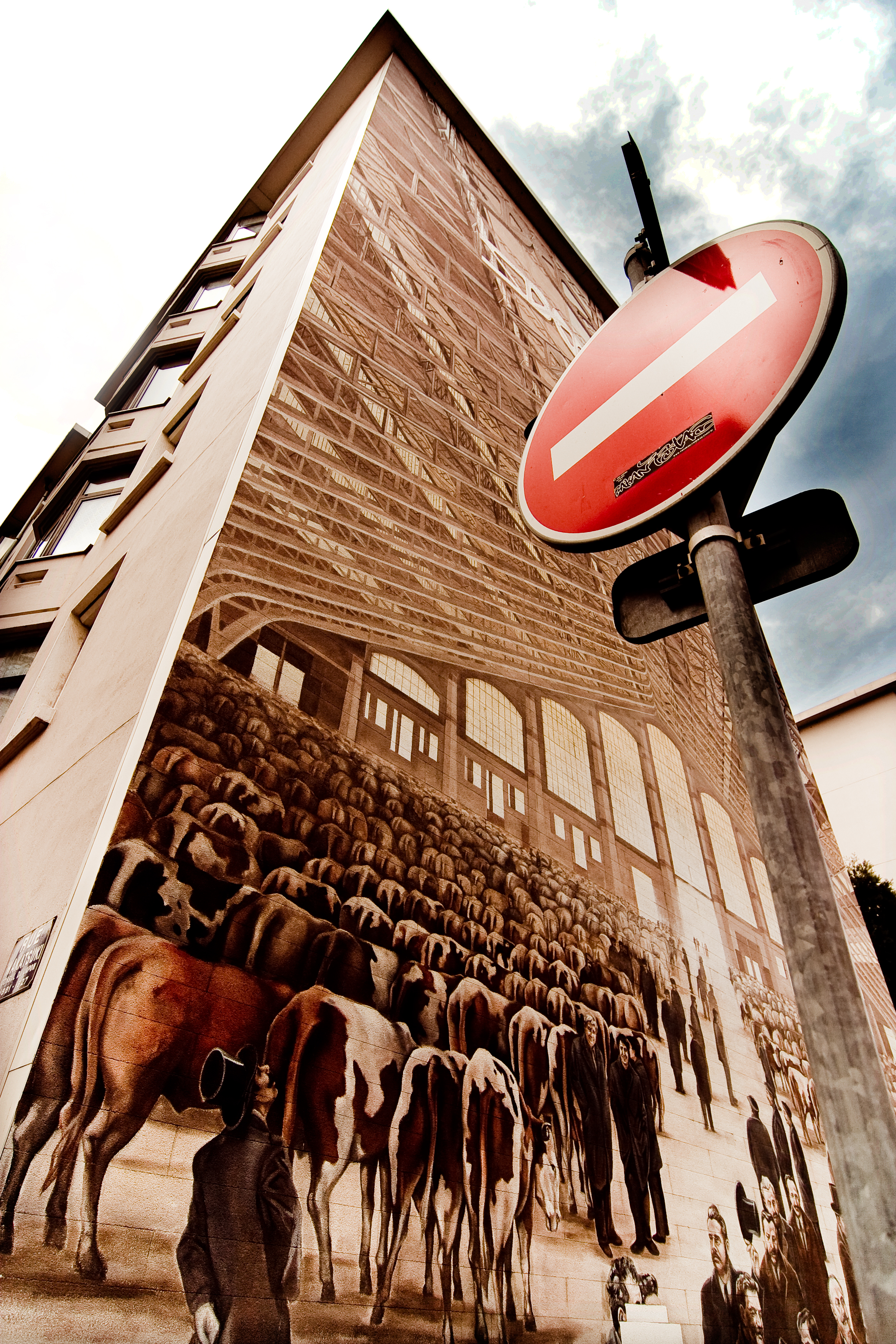
La fresque représentant les abattoirs de la Mouche domine le panorama rue Wakatsuki.

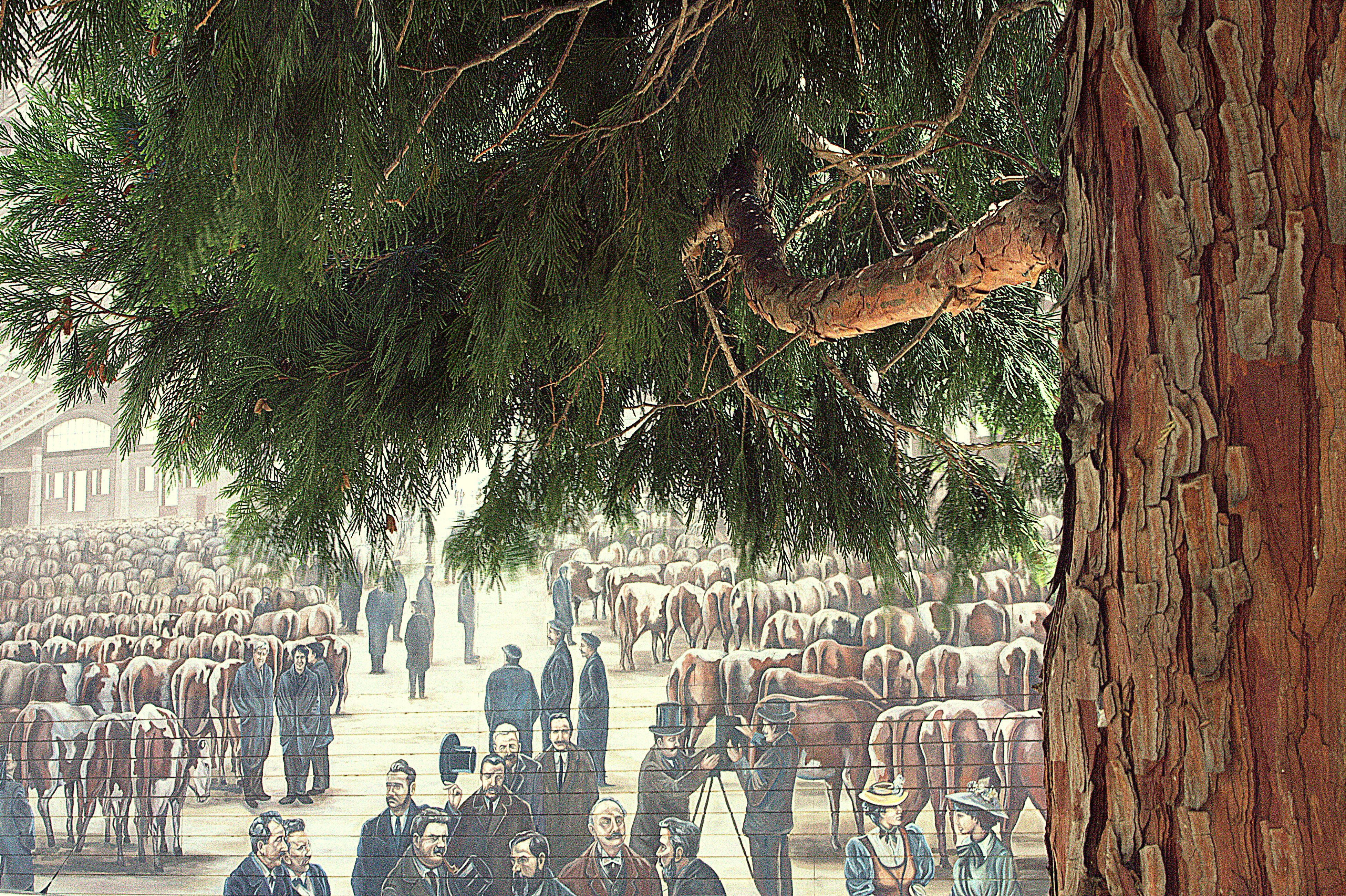
Zone de la fresque Les abattoirs de la Mouche vandalisée en février 2021.

## Œuvres constituant le musée
Le musée urbain Tony-Garnier est une production de Grand Lyon Habitat qui a lancé cette réalisation de 25 murs peints en concertation avec le Comité des locataires de la cité Tony Garnier de l'OPAC. Il intègre aussi un appartement témoin de l'aménagement de ces logements dans les années 1930. L'association de peintres muralistes « CitéCréation » a réalisé l'ensemble de ces fresques de 230 m2 chacune, en 1988-1989 pour les 18 premières, puis en 1992-1993 pour les 6 façades représentant les Cités Idéales d'artistes contemporains des six continents (Youssouf Bath pour la Côte d’Ivoire, Abdel Salam EID pour l’Égypte, Matt Mullican pour les États-Unis, La tribu des Warlis pour l’Inde, Marisa Lara et Arturo Guerrero pour le Mexique et Gregory Chestakov pour la Russie),. Fin 2001, le 25e mur représentant la terrasse de la villa de l'architecte au quartier Saint-Rambert Île Barbe est ajouté.
La rénovation de ces fresques est lancée fin 2016, et celle anciennement nommée Tony Garnier visionnaire devient Les Temps de la Cité. Les 24 autres murs seront totalement rénovés entre 2017 et 2020, un tiers d'entre eux seront repensés à cette occasion.
| Nom de l’œuvre                     | Réalisation | Localisation             | Coordonnées GPS                  |
| ---------------------------------- | ----------- | ------------------------ | -------------------------------- |
| Fronton d'accueil du musée         | 1988        | 3 rue des serpollières   | 45° 44′ 01″ nord, 4° 51′ 48″ est |
| Les Temps de la Cité               | 2016        | 3 rue Ludovic Arrachart  | 45° 44′ 00″ nord, 4° 51′ 45″ est |
| Années 1900                        | 1988        | 7 rue Ludovic Arrachart  | 45° 43′ 58″ nord, 4° 51′ 46″ est |
| Une cité industrielle              | 1988        | 9 rue Ludovic Arrachart  | 45° 43′ 58″ nord, 4° 51′ 47″ est |
| Habitations, terrasses             | 1988        | 13 rue Ludovic Arrachart | 45° 43′ 56″ nord, 4° 51′ 48″ est |
| École                              | 1988        | 15 rue Ludovic Arrachart | 45° 43′ 55″ nord, 4° 51′ 49″ est |
| La tour d'horloges                 | 1988        | 19 rue Ludovic Arrachart | 45° 43′ 53″ nord, 4° 51′ 50″ est |
| Les Services Publics               | 1988        | 7 rue des serpollières   | 45° 43′ 59″ nord, 4° 51′ 49″ est |
| La Gare                            | 1988        | 9 rue des serpollières   | 45° 43′ 59″ nord, 4° 51′ 50″ est |
| Habitations, ensemble citadin      | 1988        | 13 rue des serpollières  | 45° 43′ 57″ nord, 4° 51′ 51″ est |
| Habitations, vue rapprochée        | 1988        | 15 rue des serpollières  | 45° 43′ 56″ nord, 4° 51′ 52″ est |
| Établissements sanitaires          | 1988        | 19 rue des serpollières  | 45° 43′ 54″ nord, 4° 51′ 53″ est |
| Vue des usines                     | 1988        | 21 rue des serpollières  | 45° 43′ 54″ nord, 4° 51′ 54″ est |
| Les hauts fourneaux                | 1988        | 25 rue des serpollières  | 45° 43′ 52″ nord, 4° 51′ 55″ est |
| Stade de Gerland                   | 1988        | 18 rue Wakatsuki         | 45° 43′ 58″ nord, 4° 51′ 57″ est |
| Hôpital de Grange-Blanche          | 1988        | 22 rue Wakatsuki         | 45° 43′ 56″ nord, 4° 51′ 59″ est |
| Abattoirs de la Mouche             | 1988        | 24 rue Wakatsuki         | 45° 43′ 56″ nord, 4° 51′ 59″ est |
| Habitations en commun              | 1988        | 28 rue Wakatsuki         | 45° 43′ 54″ nord, 4° 52′ 01″ est |
| La Cité idéale des États-Unis      | 1992        | 12 rue Wakatsuki         | 45° 44′ 01″ nord, 4° 51′ 55″ est |
| La Cité idéale de Russie           | 1992        | 16 rue Wakatsuki         | 45° 43′ 59″ nord, 4° 51′ 57″ est |
| La Cité idéale de la Côte d'Ivoire | 1992        | 4 rue Rochambeau         | 45° 43′ 59″ nord, 4° 52′ 00″ est |
| Cité idéale du Mexique             | 1992        | 8 rue Rochambeau         | 45° 43′ 57″ nord, 4° 52′ 02″ est |
| La Cité idéale de l'Inde           | 1992        | 10 rue Rochambeau        | 45° 43′ 57″ nord, 4° 52′ 02″ est |
| La Cité idéale d’Égypte            | 1992        | 12 rue Rochambeau        | 45° 43′ 56″ nord, 4° 52′ 03″ est |
| La villa Tony Garnier              | 2001        | 1 rue des serpollières   | 45° 44′ 01″ nord, 4° 51′ 48″ est |

## Œuvres réalisées avec le soutien du musée
En complément des œuvres constituant le musée, d'autres réalisations soumises au choix des habitants du quartier, sont visibles depuis le boulevard des États-Unis,.
| Nom de l’œuvre                                             | Réalisation | Surface | Localisation          | Coordonnées GPS                  |
| ---------------------------------------------------------- | ----------- | ------- | --------------------- | -------------------------------- |
| La Tour de Babel selon Pieter Bruegel                      | 2004        | 150 m2  | 7 Bd des États-Unis   | 45° 44′ 20″ nord, 4° 51′ 39″ est |
| La Tour de Babel par Nicolas de Crécy                      | 2005        | 150 m2  | 262 Av Berthelot      | 45° 44′ 20″ nord, 4° 51′ 39″ est |
| La Tour de Babel du futur                                  | 2006        | 250 m2  | 11 Bd des États-Unis  | 45° 44′ 19″ nord, 4° 51′ 41″ est |
| La Cité idéale chinoise dite aussi « Fresque de Shanghaï » | 2006        | 200 m2  | 23 Bd des États-Unis  | 45° 44′ 15″ nord, 4° 51′ 42″ est |
| La Cité idéale de Québec                                   | 2008        | 150 m2  | 42 rue Paul Cazeneuve | 45° 44′ 03″ nord, 4° 51′ 46″ est |

## Expositions temporaires
Le musée organise également des expositions temporaires :
- Tony Garnier, architecte et urbaniste. Du 22 janvier au 15 septembre 2013.
- Vive le Confort Moderne ! Du 12 octobre 2013 au 14 décembre 2014.
- Sacré Béton ! De la haine à l'amour. Du 10 octobre 2015 au 18 décembre 2016.
- La vie mode d'emploi. Du 30 septembre 2017 au 16 décembre 2018 retraçait les manières dont les citadins habitent les logements populaires.
- Tony Garnier - L'air du temps. Du 5 octobre 2019 au 20 décembre 2020, cette exposition est organisée pour fêter les 150 ans de la naissance de Tony Garnier[17].
- Les jours heureux - Archéologie des Trente Glorieuses. Du 11 novembre 2021 au 18 décembre 2022[18].

### Documentaire
- [vidéo] « L'expérience du Musée Urbain Tony Garnier », 2006, 15 min